# Achille Lollo
Achille Lollo (Roma, 8 maggio 1951 – Bracciano, 3 agosto 2021) è stato un attivista, giornalista e criminale italiano, militante negli anni '70 del gruppo della sinistra extraparlamentare Potere Operaio e condannato a 18 anni di reclusione, pena prescritta, per incendio doloso, duplice omicidio colposo, uso di esplosivo e materiale incendiario, nel caso del rogo di Primavalle.
La notte tra il 15 e il 16 aprile 1973, Achille Lollo incendiò, insieme con Marino Clavo e Manlio Grillo, la porta dell'appartamento di Mario Mattei, all'epoca segretario della sezione "Giarabub" di Primavalle del MSI, con una sorta di bomba incendiaria. Le fiamme si propagarono, accidentalmente secondo la sentenza, a tutto l'appartamento e nel rogo morirono Stefano, 10 anni, e Virgilio Mattei, 22 anni, figli del segretario. Furono condannati per l'incendio ma non fu loro contestata l'aggravante di terrorismo.

## Biografia

### Il caso Primavalle
Il processo di primo grado ad Achille Lollo, Marino Clavo e Manlio Grillo ebbe inizio il 24 febbraio 1975. In stato di detenzione c'era il solo Achille Lollo. Manlio Grillo e Marino Clavo erano latitanti. All'inizio l'accusa ipotizzata era di strage e la pubblica accusa aveva sollecitato la pena dell'ergastolo. Il processo in Corte d'Assise (il cui inizio fu caratterizzato dagli scontri di piazza in cui fu ucciso il giovane greco di destra Mikis Mantakas) si concluse il 15 giugno 1975 con tre assoluzioni per insufficienza di prove, per i reati di incendio doloso e omicidio colposo. In secondo grado, gli accusati vennero condannati a 18 anni di carcere per omicidio colposo e altri reati, il 16 dicembre 1986. Sentenza confermata dalla Cassazione il 13 ottobre 1987, i giudici sottolinearono che gli imputati non avevano intenzione di uccidere ma di "intimidire l'avversario politico". Lollo scontò due anni di carcere preventivo in attesa della sentenza definitiva, per poi fuggire dopo la condanna in appello.
La sinistra extraparlamentare diffuse nel frattempo un opuscolo denominato "Controinchiesta", in cui la responsabilità fu attribuita a una faida interna tra esponenti di destra. Nel libro del "Collettivo Potere Operaio" Primavalle: Incendio a porte chiuse la nota dell'editore sostiene:
Molti gli intellettuali e i giornali che si schierarono per difendere gli imputati. Tra i più autorevoli quotidiani a prendere queste posizioni ci fu Il Messaggero, il più diffuso quotidiano di Roma, di proprietà dei fratelli Ferdinando e Alessandro Perrone (e diretto da quest'ultimo), rispettivamente padre e zio di Diana Perrone, la militante di Potere Operaio successivamente coinvolta nelle indagini e deceduta il 9 maggio 2013 a Roma, in seguito a lunga malattia. Diana Perrone dapprima fornì un alibi per Lollo, Clavo e Grillo, per poi, dopo forte pressione del padre, ritrattare, sostenendo che lei era solo in compagnia del Gaeta e non degli indiziati. Non è mai stato chiarito se la Perrone fosse o meno al corrente delle intenzioni di Lollo e degli altri partecipanti al rogo.
Franca Rame, allora esponente dell'Organizzazione Soccorso Rosso Militante, in una lettera datata 28 aprile 1973 scrive a Lollo: Ti ho inserito nel Soccorso rosso militante. Riceverai denaro dai compagni, e lettere, così ti sentirai meno solo.
Alla campagna innocentista in favore dei tre indagati contribuirono anche alcuni autorevoli personaggi della sinistra, quali il senatore comunista Umberto Terracini (già presidente dell'Assemblea Costituente e uno dei tre firmatari della Costituzione italiana), il deputato socialista Riccardo Lombardi (già membro anch'egli Assemblea Costituente e capo storico della corrente "autonomista" del suo partito), l'autore e attivista Dario Fo (compagno e poi marito della succitata Franca Rame) e lo scrittore Alberto Moravia.

### Latitanza e prescrizione
Dopo una tappa in Svezia e in Angola - dove sposò una donna angolana - andò in Brasile. Visse a Rio de Janeiro dal 1986. Aveva quattro figli brasiliani e lavorò come giornalista ed editore di tre riviste politiche della sinistra brasiliana. Nel gennaio del 2005, arrivò la decisione della corte d'appello di Roma, che dichiarò prescritta la sentenza. L'inchiesta sul rogo di Primavalle è stata archiviata.

Il 2 febbraio 2005 Achille Lollo ha rilasciato un'intervista in cui espone la sua ricostruzione sui fatti del rogo di Primavalle, affermando che si trattò di un'azione dimostrativa degenerata per errore, affermando di non aver gettato benzina nell'appartamento (quindi qualcun altro deve averlo fatto): 
Ha altresì ribadito che non era sua volontà uccidere chicchessia, come sostenuto pure dalla sentenza di condanna per omicidio colposo e non volontario, ma solo spaventare Mattei danneggiando l'ingresso dell'appartamento.

### Il ritorno in Italia e la morte
Nel gennaio 2011 Lollo è ritornato in Italia. Il 15 gennaio ha annunciato che il giorno successivo si sarebbe recato in una procura italiana per parlare coi giudici come persona informata sui fatti di Primavalle. Ha dichiarato già precedentemente che l'azione fu realizzata da sei persone: lui, Marino Clavo, Manlio Grillo, Paolo Gaeta, Elisabetta Lecco e Diana Perrone. Ha collaborato per diversi anni con il sito internet L'Antidiplomatico, noto per le sue posizioni anti-occidentali ed a sostegno dei governi di Vladimir Putin in Russia, Bashar al-Assad in Siria e Nicolas Maduro in Venezuela. È morto il 3 agosto 2021 a 70 anni all'ospedale di Bracciano.